# 1961年以色列議會選舉
1961年以色列議會選舉舉行於1961年8月15日，選出第五屆以色列議會的120名議員，投票率有81.6%。以色列地工人黨贏得42個議席，維持了最大政黨的地位。

## 外部連結
- Historical overview of the Fifth Knesset （页面存档备份，存于） Knesset website
- Election results （页面存档备份，存于） Knesset website
- The Fifth Knesset （页面存档备份，存于） Knesset website